# Yūta Takahashi
Yūta Takahashi (高橋 優太 Takahashi Yūta?,  Tokio, Japón, 31 de mayo de 1984) es un actor y modelo japonés, afiliado a MerryGoRound Inc. Es conocido por sus papeles de Sadaharu Inui en la serie de musicales de The Prince of Tennis y Haruki Shijo en Hanazakari no Kimitachi e.

## Biografía
Takahashi nació el 31 de mayo de 1984 en la ciudad de Tokio, Japón. En 2006, participó en el Junon Superboy Contest de la revista Junon, en el cual fue uno de sus finalistas y ganó el premio al "más fotogénico". En 2007, hizo su debut como actor en el drama televisivo Hanazakari no Kimitachi e. Desde diciembre del mismo año hasta mayo de 2009, interpretó a Sadaharu Inui en los musicales de The Prince of Tennis. En 2009, obtuvo su primer primer protagonista en la obra Irodora Reta Mono Clone.
En agosto de 2010, Takahashi se convirtió en miembro del grupo actoral Naked Boyz, del cual se graduó en julio de 2013. En 2012, lanzó una compañía de teatro llamada "Golden Pigg" y ese mismo año estuvo a cargo del guion y dirección de la obra Yō wa Mata nobori soshite kurikaesu. También fue asistente de producción del musical de Banana Fish.

## Filmografía

### Películas
- Dōkyūsei (2008) como Naoki Murai
- Taiikukan Baby (2008) como Naoki Murai
- Takumi-kun Series 2: Niji Irō no Garasu (2009) como Takeshi Suzuki
- Tsuki to Uso to Satsujin (2010) como Taniguchi
- Junjō (2010) como Shōsei Kurata

### Televisión
- Hanazakari no Kimitachi e (2007, Fuji TV) como Haruki Shijō
- Dansei Fushin no Otome (2008, TV Asahi)
- Cafe Kichijoji de (2008, TV Tokyo)
- Hanazakari no Kimitachi e 2 (2008, Fuji TV) como Haruki Shijō
- Shugoshin Bodyguard Shindō Teru (2013, TBS), episodio 3
- Suiri sakka Ike Kayoko (2013, Fuji TV)